# مطمث
المطمث يتكون من الأعشاب التي تحفز تدفق الدم في منطقة الحوض والرحم، وبعض تحفيز الحيض. استخدمت النساء بعض النباتات مثل الأرطماسيا الشائعة والبقدونس والزنجبيل لمنع أو إنهاء الحمل في سن مبكرة، واستخدام آخرون المطمث لتحفيز تدفق الطمث عند الحيض عند تغيبه لأسباب أخرى غير الحمل، مثل الاضطرابات الهرمونية أو شروط مثل ندره الطمث.